# Notopais beddardi
Notopais beddardi är en kräftdjursart som beskrevs av Kelly L. Merrin 2004. Notopais beddardi ingår i släktet Notopais och familjen Munnopsidae. Inga underarter finns listade i Catalogue of Life.